# Centromerus sinus
Centromerus sinus là một loài nhện trong họ Linyphiidae.
Loài này thuộc chi Centromerus. Centromerus sinus được Eugène Simon miêu tả năm 1884.